# Języki bantu A
Języki bantu A – grupa geograficzna języków bantu z wielkiej rodziny języków nigero-kongijskich. Języki bantu A swoim zasięgiem obejmują Kamerun i Gwineę Równikową, a także części Gabonu, Republiki Środkowoafrykańskiej i Kongo.

## Klasyfikacja
Poniżej przedstawiono klasyfikację języków bantu A według Guthriego zaktualizowaną przez J.F. Maho. Ponadto, Maho do listy Guthriego dodał nowe języki, dialekty oraz języki pidżynowe i kreolskie. Klasyfikacja Ethnologue bazuje na klasyfikacji Guthriego, jednak odbiega od niej znacznie, m.in. stosuje inny kod – trzyliterowy oparty na ISO 639 i inaczej grupuje języki.

### A10Języki lundu-balong
A101 oroko
A11 londo – lunda
A111 ngolo
A112 bima
A113 lotanga – dotanga, batanga
A114 koko – lokoko, bakoko
A115 londo ba diko
A12 lue – lolue, balue, zachodni kundu
A121 mbonge
A122 kundu – lokundu, bakundu
A123 ekombe
A13 balong
A14 bonkeng
A141 bafo – lefo’, „Bafaw”
A15 mbo – manenguba
A15A dialekt północno-wschodni manenguba, włączając nle mbuu i nlaa mboo
A15B dialekt północno-zachodni manenguba, włączając mienge i nswase (Basossi)
A15C dialekt środkowy manenguba, włączając akoose (Bakossi), elung, bafun, bakaka (Ehob mkaa’), babong, mwahed i mwaneka
A151 nkongho – kinkwa, górny mbo

### A20Języki duala
A21 bomboko – mboko, wumboko
A22 kpe – mokwe, bakwiri
A221 bubia – bobe
A23 su – isu, isubu, bimbia
A231 kole
A24 duala
A241 bodiman
A25 oli – ewodi, wuri
A26 pongo
A261 mongo – mungo
A27 limba – mulimba, malimba
A20 – nowe języki: 
A20A jo

### A30Języki bubi-benga
A31 bobe – bubi, ediya
A32 batanga
A32A dialekt banoo w Londgi – nohu, noko
A32B dialekt bapoko w Kribi – puku, naka
A32c dialekt batanga w Fifindze
A33a dialekt yasa
A33b dialekt kombe – ngumbi
A34 benga

### A 40Języki basaa
A41/42 Lombi-Bankon
A41 barombi – rombi
A42 abo – bankon
A43a dialekt basaa – mbene, mvele
A43b bakoko – północny kogo
A43c bakoko – południowy kogo
A44 banen – nen, tunen
A441 eling – aling'a
A45 nyo'o – nyokon
A46 mandi – lemande, numaand
A461 bonek – ponek, otomb, tuotomb
A462 yambeta

### A50Języki bafia
A501 hijuk
A51 fa' – fak, lefa, balom
A52 kaalong – nbong, dimbong
A53 kpa – rikpa’, bafia
A54 ngayaba – djanti, tibea

### A60Języki sanaga
A601 ki – tuki
A601A (dawn. A61) dialekt ngoro – tungoro
A601B dialekt cangu – tucangu
A601C dialekt kombe – tukombe
A601D dialekt tsingo – tsinga, tutsingo
A601E dialekt tonjo
A601F (dawn. A64) dialekt cenga – bacenga, tocenga
A601G dialekt mbele – mbere, tumbele
A61 zob. A601
A62 środkowy yambasa
A62A dialekt yangben
A62B dialekt mmala
A62C dialekt elip – libie, nulibie
A621 baca – nubaca
A622 gunu – nugunu
A623 mbule – dumbule
A63 mangisa – mengisa
A64 zob. A601
A65 bati

### A70Języki ewondo-fang(języki yaunde-fang)
A71 eton
A72(a) yaunde – ewondo
A72b dialekt mvele
A72c dialekt bakja – badjia
A72d dialekt yangafek
A73a dialekt bebele
A73b dialekt gbigbil – bebil
A74 bullu-bene
A74a dialekt bulu
A47b dialekt bene
A75 fang – pangwe
A75A dialekt ntumu
A75B dialekt okak
A75C dialekt make
A75D dialekt atsi
A75E dialekt nzaman – zaman
A75F dialekt mveny
A751 południowo-zachodni fang
A70 – nowe języki:
A70A język ewondo populaire – język pidżynowy z A70

### A80Języki maka-njem
A801 gyele – bagyeli, bakola
A802 ukwedjo – ukhwejo
A803 shiwe – oshieba, ossyeba, „Fang Makina”
A81 mvumbo – kwasio, ngumba, magbea
A82 so
A83 makaa – południowy makaa
A83A dialekt bebend
A83B dialekt mbwaanz
A83C dialekt shikunda – sekunda
A831 byep – północny makaa
A832 bekol – kol, bikele
A84 njem – nyem, zimu
A841 bajue – badwee
A842 język koonzime – nzime
A85a dialekt nkonabeeb – konabem
A85b dialekt bekwel – bakwele
A86a dialekt mezime – medjime
A86b dialekt mpompon – mpongmpong, bombo
A86c dialekt mpiemo – mbimu
A87 bomwali – sanghasangha

### A90Języki kaka
A91 kwakum – bakum 
A92a dialekt pol
A92b dialekt pomo
A92C dialekt kweso
A93 kako – kaka, yaka